# Madracis asperula
Madracis asperula är en korallart som beskrevs av Milne Edwards och Jules Haime 1849. Madracis asperula ingår i släktet Madracis och familjen Pocilloporidae. IUCN kategoriserar arten globalt som otillräckligt studerad. Inga underarter finns listade i Catalogue of Life.